# Ла-Шапель-Монлинар
Ла-Шапе́ль-Монлина́р (фр. La Chapelle-Montlinard) — коммуна во Франции, находится в регионе Центр. Департамент — Шер. Входит в состав кантона Сансерг. Округ коммуны — Бурж.
Код INSEE коммуны — 18049.

## География
Коммуна расположена приблизительно в 195 км к югу от Парижа, в 115 км юго-восточнее Орлеана, в 50 км к востоку от Буржа.
По территории коммуны проходят Боковой канал Луары, а также паломнический маршрут, известный как Путь Святого Иакова.

## Население
Население коммуны на 2008 год составляло 493 человека.
| 1962 | 1968 | 1975 | 1982 | 1990 | 1999 | 2008 |
| ---- | ---- | ---- | ---- | ---- | ---- | ---- |
| 469  | 477  | 497  | 515  | 506  | 494  | 493  |

## Экономика
В 2007 году среди 294 человек в трудоспособном возрасте (15-64 лет) 204 были экономически активными, 90 — неактивными (показатель активности — 69,4 %, в 1999 году было 68,5 %). Из 204 активных работали 184 человека (100 мужчин и 84 женщины), безработных было 20 (10 мужчин и 10 женщин). Среди 90 неактивных 15 человек были учениками или студентами, 47 — пенсионерами, 28 были неактивными по другим причинам.

## Фотогалерея

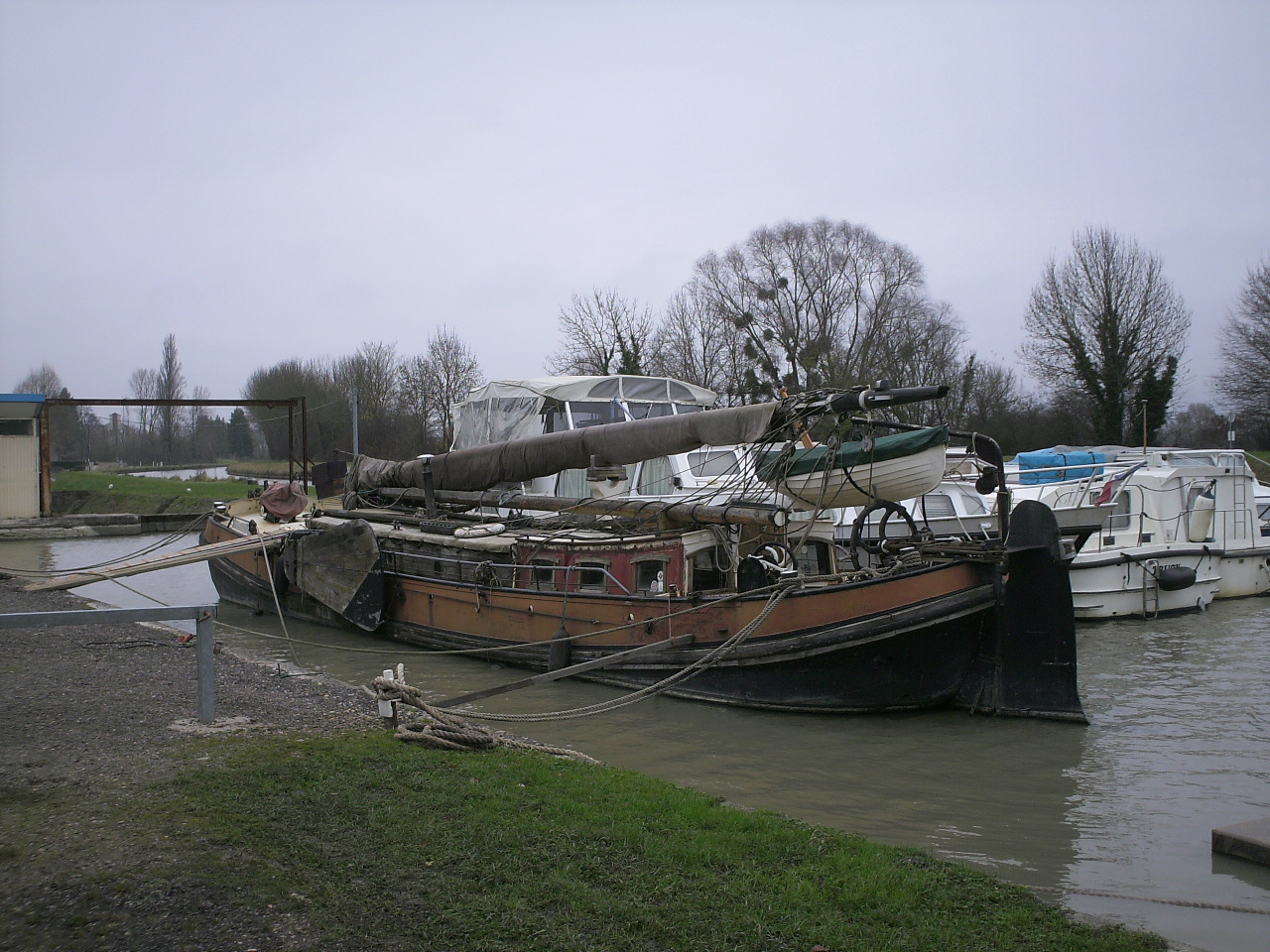
Порт
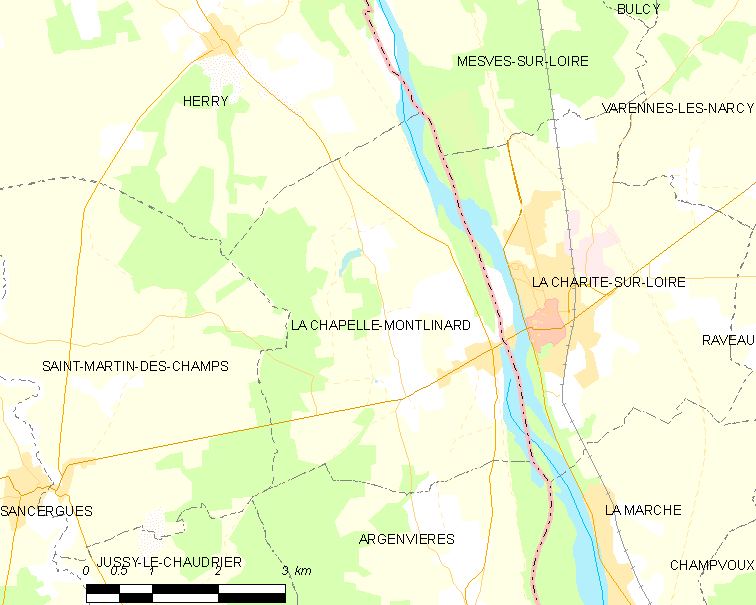
Карта коммуны